# Punta Fortuna
Punta Fortuna ist eine Landspitze an der Südküste von King George Island in den Südlichen Shetlandinseln. Sie liegt zwischen der Arctowski Cove und der Halfmoon Cove, beides Nebenbuchten der Admiralty Bay. 
Argentinische Wissenschaftler benannten sie. Der weitere Benennungshintergrund ist nicht überliefert.